# جون مارشال باتلر
جون مارشال باتلر (بالإنجليزية: John Marshall Butler)‏ هو محامي وسياسي أمريكي، ولد في 21 يوليو 1897 في بالتيمور في الولايات المتحدة، وتوفي في 14 مارس 1978 في روكي ماونت في الولايات المتحدة. نشط حزبياً في الحزب الجمهوري. وقد انتخب عضو مجلس الشيوخ الأمريكي.

## وصلات خارجية
- جون مارشال باتلر على موقع إن إن دي بي (الإنجليزية)